# فرودگاه آبی فورت ویر
فرودگاه آبی فورت ویر (به انگلیسی: Fort Ware Water Aerodrome) یک فرودگاه همگانی است که یک باند فرود آب دارد. این فرودگاه در کشور کانادا قرار دارد و در ارتفاع ۷۴۵ متری از سطح دریا واقع شده است.